# Sasha Pardoe
Sasha Pardoe (19 de enero de 2006) es una deportista británica que compite en ciclismo en la modalidad de BMX estilo libre. Ganó una medalla de oro en el Campeonato Europeo de Ciclismo BMX Estilo Libre de 2024.

## Palmarés internacional
| Campeonato Europeo | Campeonato Europeo | Campeonato Europeo | Campeonato Europeo |
| Año                | Lugar              | Medalla            | Competición        |
| ------------------ | ------------------ | ------------------ | ------------------ |
| 2024               | Cadenazzo (Suiza)  | Medalla de oro     | Parque             |